# 米尔卡·费德勒
米尔卡·费德勒（Mirka Federer，原名：Miroslava Vavrinec，1978年4月1日—），前瑞士女子网球运动员，是瑞士网球运动员罗杰·费德勒的妻子，出生于捷克斯洛伐克博伊尼采，现与罗杰·费德勒共同居于瑞士博特明根和阿联酋杜拜。
米尔卡身高174cm，体重59kg，右手握拍，于1998年1月15日进入职业网坛成为职业选手，2002年因脚伤退役。2000年的悉尼奥运会上与同为瑞士网球國家队的费德勒相识，不久与其恋爱，于2009年4月11日与费德勒結婚，2009年7月23日米尔卡生下一对双胞胎女儿，2014年5月6日生下了一对双胞胎儿子。

## 外部連結
- Miroslava Vavrinec的国际女子网球协会官方資料（英文）
- Miroslava Vavrinec的國際網球總會 職業／青少年 官方資料（英文）
- Fed Cup - Player profile - Miroslava VAVRINEC (SUI) （页面存档备份，存于）